# NGC 4900
NGC 4900 is een balkspiraalstelsel in het sterrenbeeld Maagd. Het hemelobject ligt 57 miljoen lichtjaar van de Aarde verwijderd en werd op 30 april 1786 ontdekt door de Duits-Britse astronoom William Herschel.

## Synoniemen
- UGC 8116
- MCG 1-33-35
- ZWG 43.93
- IRAS 12580+0246
- PGC 44797